# Championnat du monde de vitesse moto 1951
Navigation
Édition précédente Édition suivante
Le Championnat du monde de vitesse moto 1951 est la troisième saison de vitesse moto organisée par la FIM.

Ce championnat comporte huit courses de Grand Prix, toutes courues en Europe, pour quatre catégories : 500 cm3, 350 cm3, 250 cm3 et 125 cm3.

## Attribution des points
Les points du championnat sont attribués aux six premiers de chaque course :
- Premier : 8 points
- Second : 6 points
- Troisième : 4 points
- Quatrième : 3 points
- Cinquième : 2 points
- Sixième : 1 point

## Grands Prix
| N° | Course                  | Lieu       | Vainqueur 125 cm³ | Vainqueur 250 cm³ | Vainqueur 350 cm³ | Vainqueur 500 cm³ | Résultat |
| -- | ----------------------- | ---------- | ----------------- | ----------------- | ----------------- | ----------------- | -------- |
| 1  | Grand Prix d'Espagne    | Montjuïc   | Guido Leoni       |                   | Tommy Wood        | Umberto Masetti   | Résultat |
| 2  | Grand Prix de Suisse    | Bremgarten |                   | Dario Ambrosini   | Leslie Graham     | Fergus Anderson   | Résultat |
| 3  | Tourist Trophy          | Île de Man | Cromie McCandless | Tommy Wood        | Geoff Duke        | Geoff Duke        | Résultat |
| 4  | Grand Prix de Belgique  | Spa        |                   |                   | Geoff Duke        | Geoff Duke        | Résultat |
| 5  | Grand Prix des Pays-Bas | Assen      | Gianni Leoni      |                   | Bill Doran        | Geoff Duke        | Résultat |
| 6  | Grand Prix de France    | Albi       |                   | Bruno Ruffo       | Geoff Duke        | Alfredo Milani    | Résultat |
| 7  | Grand Prix d'Ulster     | Clady      | Cromie McCandless | Bruno Ruffo       | Geoff Duke        | Geoff Duke        | Résultat |
| 8  | Grand Prix des Nations  | Monza      | Carlo Ubbiali     | Enrico Lorenzetti | Geoff Duke        | Alfredo Milani    | Résultat |

## Résultats de la saison

### Championnat 1951 catégorie 500 cm³
| Clas. | Pilote              | Pays        | Constructeur | Points | Victoires |
| ----- | ------------------- | ----------- | ------------ | ------ | --------- |
| 1     | Geoff Duke          | Royaume-Uni | Norton       | 35     | 4         |
| 2     | Alfredo Milani      | Italie      | Gilera       | 31     | 2         |
| 3     | Umberto Masetti     | Italie      | Gilera       | 21     | 1         |
| 4     | Bill Doran          | Royaume-Uni | AJS          | 14     | 0         |
| 5     | Nello Pagani        | Italie      | Gilera       | 10     | 0         |
| 6     | Reg Armstrong       | Irlande     | AJS          | 9      | 0         |
| 7     | Fergus Anderson     | Royaume-Uni | Moto Guzzi   | 8      | 1         |
| 8     | Enrico Lorenzetti   | Italie      | Moto Guzzi   | 8      | 0         |
| 9     | Tommy Wood          | Royaume-Uni | Norton       | 6      | 0         |
| =     | Ken Kavanagh        | Australie   | Norton       | 6      | 0         |
| =     | John Lockett        | Royaume-Uni | Norton       | 6      | 0         |
| 12    | Carlos Bandirola    | Italie      | MV Agusta    | 5      | 0         |
| 13    | Arciso Artesiani    | Italie      | MV Agusta    | 4      | 0         |
| =     | Cromie McCandless   | Royaume-Uni | Norton       | 4      | 0         |
| =     | Sante Geminiani     | Italie      | Moto Guzzi   | 4      | 0         |
| 16    | Ramón Montane       | Espagne     | Norton       | 3      | 0         |
| =     | Tommy McEwan        | Royaume-Uni | Norton       | 3      | 0         |
| =     | Jack Brett          | Royaume-Uni | Norton       | 3      | 0         |
| 19    | Bruno Ruffo         | Italie      | Moto Guzzi   | 2      | 0         |
| =     | Manliefe Barrington | Irlande     | Norton       | 2      | 0         |
| =     | Benoît Musy         | Suisse      | Moto Guzzi   | 2      | 0         |
| 22    | Len Parry           | Royaume-Uni | Norton       | 1      | 0         |
| =     | Ernesto Vidal       | Espagne     | Norton       | 1      | 0         |
| =     | Willy Lips          | Suisse      | Norton       | 1      | 0         |

### Championnat 1951 catégorie 350 cm³
| Clas. | Pilote                 | Pays             | Constructeur | Points | Victoires |
| ----- | ---------------------- | ---------------- | ------------ | ------ | --------- |
| 1     | Geoff Duke             | Royaume-Uni      | Norton       | 40     | 5         |
| 2     | Bill Doran             | Royaume-Uni      | AJS          | 19     | 1         |
| 3     | John Lockett           | Royaume-Uni      | Norton       | 19     | 0         |
| 4     | Ken Kavanagh           | Australie        | Norton       | 16     | 0         |
| 5     | Jack Brett             | Royaume-Uni      | Norton       | 15     | 0         |
| 6     | Leslie Graham          | Royaume-Uni      | Velocette    | 14     | 1         |
| 7     | Reg Armstrong          | Irlande          | AJS          | 11     | 0         |
| 8     | Bill Petch             | Royaume-Uni      | AJS          | 10     | 0         |
| 9     | Cecil Sandford         | Royaume-Uni      | Velocette    | 9      | 0         |
| 10    | Tommy Wood             | Royaume-Uni      | Moto Guzzi   | 8      | 1         |
| 11    | Bill Lomas             | Royaume-Uni      | Velocette    | 6      | 0         |
| 12    | Rod Coleman            | Nouvelle-Zélande | AJS          | 5      | 0         |
| 13    | Mick Featherstone      | Royaume-Uni      | AJS          | 4      | 0         |
| 14    | Fernando Aranda        | Espagne          | Velocette    | 3      | 0         |
| =     | Paul Fuhrer            | Suisse           | Velocette    | 3      | 0         |
| 16    | Sid Mason              | Royaume-Uni      | Velocette    | 2      | 0         |
| =     | Jack Raffeld           | Belgique         | Velocette    | 2      | 0         |
| =     | Simon E. Sandys-Winsch | Royaume-Uni      | Velocette    | 2      | 0         |
| 19    | Johnny Grace           | Gibraltar        | Norton       | 1      | 0         |
| =     | Bob Matthews           | Irlande          | Velocette    | 1      | 0         |
| =     | Bob Foster             | Royaume-Uni      | Velocette    | 1      | 0         |
| =     | Leonhardt Faßl         | Autriche         | AJS          | 1      | 0         |

### Championnat 1951 catégorie 250 cm³
| Clas. | Pilote            | Pays        | Constructeur | Points | Victoires |
| ----- | ----------------- | ----------- | ------------ | ------ | --------- |
| 1     | Bruno Ruffo       | Italie      | Moto Guzzi   | 22     | 2         |
| 2     | Tommy Wood        | Royaume-Uni | Moto Guzzi   | 18     | 1         |
| 3     | Dario Ambrosini   | Italie      | Benelli      | 14     | 1         |
| 4     | Enrico Lorenzetti | Italie      | Moto Guzzi   | 12     | 1         |
| 5     | Gianni Leoni      | Italie      | Moto Guzzi   | 10     | 0         |
| 6     | Maurice Cann      | Royaume-Uni | Moto Guzzi   | 6      | 0         |
| =     | Arthur Wheeler    | Royaume-Uni | Velocette    | 6      | 0         |
| 8     | Fergus Anderson   | Royaume-Uni | Moto Guzzi   | 3      | 0         |
| =     | Wilf Hutt         | Royaume-Uni | Moto Guzzi   | 3      | 0         |
| =     | Alano Montanari   | Italie      | Moto Guzzi   | 3      | 0         |
| =     | Benoît Musy       | Suisse      | Moto Guzzi   | 3      | 0         |
| 12    | Bill Lomas        | Royaume-Uni | Velocette    | 2      | 0         |
| =     | Cecil Sandford    | Royaume-Uni | Velocette    | 2      | 0         |
| =     | Douglas Beasley   | Royaume-Uni | Velocette    | 2      | 0         |
| =     | Bruno Francisci   | Italie      | Moto Guzzi   | 2      | 0         |
| 16    | Fron Purslow      | Royaume-Uni | Norton       | 1      | 0         |
| =     | Norman Blemings   | Irlande     | Excelsior    | 1      | 0         |
| =     | Werner Gerber     | Suisse      | Moto Guzzi   | 1      | 0         |
| =     | Nino Grieco       | Italie      | Parilla      | 1      | 0         |
| =     | Guido Paciocca    | Italie      | Moto Guzzi   | 1      | 0         |

### Championnat 1951 catégorie 125 cm³
| Clas. | Pilote                | Pays        | Constructeur | Points | Victoires |
| ----- | --------------------- | ----------- | ------------ | ------ | --------- |
| 1     | Carlo Ubbiali         | Italie      | Mondial      | 20     | 1         |
| 2     | Gianni Leoni          | Italie      | Mondial      | 12     | 1         |
| 3     | Cromie McCandless     | Royaume-Uni | Mondial      | 11     | 0         |
| 4     | Luigi Zinzani         | Italie      | Morini       | 10     | 0         |
| 5     | Guido Leoni           | Italie      | Mondial      | 8      | 1         |
| 6     | Vittorio Zanzi        | Italie      | Morini       | 7      | 0         |
| 7     | Romolo Ferri          | Italie      | Mondial      | 6      | 0         |
| 8     | Leslie Graham         | Royaume-Uni | MV Agusta    | 4      | 0         |
| 9     | Juan Bultó            | Espagne     | Montesa      | 4      | 0         |
| 10    | Nello Pagani          | Italie      | Mondial      | 3      | 0         |
| =     | Raffaele Alberti      | Italie      | Mondial      | 3      | 0         |
| 12    | Franco Bertoni        | Italie      | MV Agusta    | 2      | 0         |
| =     | Otello Spadoni        | Italie      | Mondial      | 2      | 0         |
| 14    | Emilio Mendogni       | Italie      | Morini       | 1      | 0         |
| =     | José Antonio Elizalde | Espagne     | Mondial      | 1      | 0         |
| =     | José Maria Llobet     | Espagne     | Montesa      | 1      | 0         |
| =     | Giuseppe Matucci      | Italie      | MV Agusta    | 1      | 0         |